# Calosoma wilcoxi
Calosoma wilcoxi – gatunek chrząszcza z rodziny biegaczowatych i podrodziny Carabinae. Zamieszkuje środkową i wschodnią część Nearktyki; introdukowano go ponadto na Hawaje.

## Taksonomia
Gatunek ten opisany został po raz pierwszy w 1848 roku przez Johna Lawrence’a LeConte. Jako lokalizację typową wskazano „Nov Eboraco”, co późniejsi autorzy zawęzili do terenu stanu Nowy Jork. Zaliczany jest do podrodzaju Calodrepa wraz z C. aurocinctum, C. scrutator i C. splendidum.

## Morfologia
Chrząszcz o ciele długości od 17 do 22 mm. Jego przeciętne wymiary są najmniejszymi spośród przedstawicieli podrodzaju. Osobniki o ubarwieniu typowym przypominają C. scrutator – głowę mają czarną z elementami metalicznie zielonymi, przedplecze niebieskie do czarnego z szerokim obrzeżeniem złotozielonym lub zielono-czerwonym, a pokrywy metalicznie zielone z wąskim, czerwonym obrzeżeniem krawędzi bocznych. Wśród przedstawicieli tego gatunku spotyka się jednak także osobniki o barwie wierzchu ciała jednolitej i matowej – ciemnozielonej, czarniawoniebieskiej czy ciemnobrązowej. Pokrywy mają 16 wypukłych międzyrzędów o jednakowych wysokościach, wyraźnie wydzielonych rzędami. Charakterystyczne dla tego gatunku są odnóża. Jako jedyny przedstawiciel podrodzaju ma szczecinkę na krętarzu tylnej pary. Ponadto w przypadku samców golenie środkowej pary są proste lub lekko zakrzywione, nie zaś silnie wygięte łukowato jak u innych przedstawicieli podrodzaju. Genitalia samca mają edeagus o niezesklerotyzowanej liguli endofallusa.

## Ekologia i występowanie
W ciepłym klimacie postacie dorosłe aktywne są cały rok, na północy zasięgu natomiast zimują w glebie, a szczyt ich aktywności przypada na okres od kwietnia do czerwca. Owady dorosłe dobrze latają. Aktywne są za dnia i nocą, w tej drugiej porze przylatując niekiedy do sztucznych źródeł światła. Zarówno owady dorosłe jak i ich larwy są drapieżnikami żerującymi głównie na gąsienicach i poczwarkach motyli.
Gatunek nearktyczny. W Kanadzie znany jest z południowych części Ontario i Quebecu. W Stanach Zjednoczonych notowany jest z Nebraski, Kansas, Nowego Meksyku, Oklahomy, Teksasu, Minnesoty, Iowy, Missouri, Arkansas, Luizjany, Michigan, Wisconsin, Illinois, Indiany, Ohio, Kentucky, Tennessee, Missisipi, Alabamy, Nowego Jorku, New Hampshire, Maine, Massachusetts, Rhode Island, Connecticut, Pensylwanii, New Jersey, Delaware, Dystryktu Kolumbii, Marylandu, Wirginii Zachodniej, Wirginii, Karoliny Północnej, Karoliny Południowej oraz północnej i środkowej Georgii. Wątpliwe doniesienie o jego występowaniu pochodzi z Kalifornii. Ponadto gatunek ten introdukowano na Hawaje.